# Fate (Teksas)
Fate – miasto w Stanach Zjednoczonych, w stanie Teksas, w hrabstwie Rockwall.
Prawa miejskie otrzymało 27 września 1900 roku.

## Demografia
Według przeprowadzonego przez United States Census Bureau spisu powszechnego w 2010 roku miasto liczyło 6 357 mieszkańców. Natomiast skład etniczny w mieście wyglądał następująco: Biali 84,0%, Afroamerykanie 6,8%, Azjaci 1,6%, pozostali 7,6%.